# Pteropyx maculatus
Pteropyx maculatus är en insektsart som beskrevs av Alexander Fyodorovich Emeljanov 1972. Pteropyx maculatus ingår i släktet Pteropyx och familjen dvärgstritar. Inga underarter finns listade i Catalogue of Life.